# Elisabetta Karađorđević
Elisabetta Karađorđević, principessa di Jugoslavia (Belgrado, 7 aprile 1936), è principessa della Casa Reale serba, attivista per i diritti umani ed ex candidata alla Presidenza della Serbia.

## Biografia
Era l'unica figlia femmina del principe Paolo Karađorđević, reggente di Jugoslavia dal 1934 al 1941 durante la minore età di Pietro II di Jugoslavia, e della principessa Olga di Grecia e Danimarca. I suoi fratelli erano il principe Alessandro Karađorđević e il principe Nicola Karađorđević; è cugina di secondo grado della regina Sofia di Spagna e di Carlo, Re d’Inghilterra.
Ha iniziato i suoi studi in Sudafrica, poi in Gran Bretagna e in Svizzera, ed infine ha studiato Storia delle belle arti a Parigi. Parla inglese, francese, spagnolo, italiano, serbo ed è cittadina di Regno Unito, Stati Uniti e Serbia. Vive a Belgrado, avendo creato alcune tensioni con i suoi parenti chiedendo di poter anch'essa vivere nella residenza reale di Beli Dvor, la sua casa durante l'infanzia, e per le sue attività pubbliche.
La principessa Elisabetta ha intuito ben presto i pericolosi segnali che avrebbero portato la ex Jugoslavia in un lungo bagno di sangue per gli odi e le rivalità religiose ed etniche. Si espresse in Europa ed in America per invitare a colmare le lacune tra i diversi gruppi etnici. Lavorando dietro le quinte con i programmi delle Nazioni Unite, chiese in Vaticano nel 1989 a monsignor Tauran, Segretario della Santa Sede per i Rapporti con gli Stati, di cercare di contribuire a migliorare i rapporti fra le comunità cattoliche ed ortodosse in Jugoslavia.
Nel dicembre del 1990 creò la “Fondazione Principessa Elisabetta”, un'organizzazione apolitica e no-profit, avendo già previsto l'importanza cruciale di uno strumento per tentare di appianare le tensioni che fermentavano appena sotto la superficie. A seguito delle guerre jugoslave, i suoi sforzi si appuntarono sul trasporto dei rifornimenti medici, l'alimentazione, i vestiti e le coperte per gli accampamenti dei rifugiati, oltre che nel trovare case per i bambini vittime di guerra e trovando posti nei college americani per gli studenti.
Prima che la guerra civile in Jugoslavia cominciasse, nel gennaio 1990 invitò il vescovo ortodosso Sava ed il muftī di Belgrado, assieme al Ministro jugoslavo per gli affari religiosi a partecipare a una conferenza a Mosca organizzata da Gorbačëv. Questa fu la seconda riunione internazionale di politici e capi religiosi incentrata sui problemi e le possibili soluzioni per il mondo moderno; erano presenti anche Madre Teresa di Calcutta, l'arcivescovo di Canterbury, il Dalai Lama, Al Gore e Carl Sagan.
Decise di concorrere alla presidenza della Serbia nelle elezioni presidenziali del 2004, malgrado le obiezioni di suo cugino, il principe ereditario Alessandro II di Jugoslavia: dopo la fine della Seconda guerra mondiale la famiglia reale era stata esiliata dal paese e privata di tutte le loro proprietà. "In caso di vittoria –dichiarò- la mia priorità non sarà un ritorno della monarchia, ma creare un vero Stato." Ottenne 63.991 voti, il 2,1%, finendo al sesto posto.
La principessa Elisabetta è una imprenditrice e autrice di quattro libri per bambini; ha anche creato profumi che vengono venduti in telepromozioni.
Nel 2002 la principessa Elisabetta ha ricevuto a Zugo, in Svizzera, il primo "Nuclear Disarmament Forum Award" ed il "Demiurgus Peace International" assieme a Vladimir Putin, Desmond Tutu, Ted Turner ed altri per gli eccezionali meriti nell'attività di costruzione della pace fra le nazioni.

## Matrimoni ed eredi
Ha sposato il 21 maggio 1960 (divorziando nel 1966), Howard Oxenberg (1919–2010), un creatore americano di vestiti. Hanno avuto due figlie:
- Catherine Oxenberg (n. 1961), attrice;
- Christina Oxenberg (n. 1962), scrittrice.

Si è sposata la seconda volta il 23 settembre 1969 con il banchiere Neil Balfour (n. 1944). Hanno avuto un figlio:
- Nicholas Augustus Roxburgh Balfour (n. 1970).

Divorziata da Balfour, ha avuto una relazione con l'attore britannico Richard Burton. Si è sposata una terza volta, il 28 febbraio 1987, a New York, con il dottore Manuel Ulloa Elías (1922–1992), già Primo ministro del Perù, nonché ex ministro dell'economia, delle finanze e del commercio.

## Ascendenza
|                             |                     |                                | Genitori                                      |  |  | Nonni |  |  | Bisnonni             |  |  | Trisnonni           |  |
|                             |                     |                                |                                               |  |  |       |  |  | Alessandro di Serbia |  |  | Karađorđe di Serbia |  |
|                             |                     |                                |                                               |  |  |       |  |  | Alessandro di Serbia |  |  | Karađorđe di Serbia |  |
|                             |                     | Jelena Jovanović               |                                               |  |  |       |  |  | Alessandro di Serbia |  |  |                     |  |
| Arsen di Serbia             |                     |                                |                                               |  |  |       |  |  | Alessandro di Serbia |  |  |                     |  |
|                             |                     | Persida Nenadović              | Jevrem Nenadovič                              |  |  |       |  |  |                      |  |  |                     |  |
|                             |                     | Persida Nenadović              | Jevrem Nenadovič                              |  |  |       |  |  |                      |  |  |                     |  |
|                             |                     | Persida Nenadović              | Jovanka Milovanović                           |  |  |       |  |  |                      |  |  |                     |  |
| Paolo di Jugoslavia         |                     | Persida Nenadović              |                                               |  |  |       |  |  |                      |  |  |                     |  |
|                             |                     | Paolo II Demidoff              | Paolo I Demidoff                              |  |  |       |  |  |                      |  |  |                     |  |
|                             |                     | Paolo II Demidoff              | Paolo I Demidoff                              |  |  |       |  |  |                      |  |  |                     |  |
|                             |                     | Paolo II Demidoff              | Eva Aurora Charlotte Stjernvall               |  |  |       |  |  |                      |  |  |                     |  |
| Aurora Pavlovna Demidova    |                     | Paolo II Demidoff              |                                               |  |  |       |  |  |                      |  |  |                     |  |
|                             |                     | Elena Petrovna Troubetzkaya    | Peter Nikitich Troubetzkoy                    |  |  |       |  |  |                      |  |  |                     |  |
|                             |                     | Elena Petrovna Troubetzkaya    | Peter Nikitich Troubetzkoy                    |  |  |       |  |  |                      |  |  |                     |  |
|                             |                     | Elena Petrovna Troubetzkaya    | Elizabeta Belossel'ska-Belozerska             |  |  |       |  |  |                      |  |  |                     |  |
| Elisabetta di Serbia        |                     | Elena Petrovna Troubetzkaya    |                                               |  |  |       |  |  |                      |  |  |                     |  |
|                             | Giorgio I di Grecia | Cristiano IX di Danimarca      |                                               |  |  |       |  |  |                      |  |  |                     |  |
|                             | Giorgio I di Grecia | Cristiano IX di Danimarca      |                                               |  |  |       |  |  |                      |  |  |                     |  |
|                             | Giorgio I di Grecia | Luisa d'Assia-Kassel           |                                               |  |  |       |  |  |                      |  |  |                     |  |
| Nicola di Grecia            | Giorgio I di Grecia |                                |                                               |  |  |       |  |  |                      |  |  |                     |  |
|                             |                     | Ol'ga Konstantinovna Romanova  | Konstantin Nikolaevič Romanov                 |  |  |       |  |  |                      |  |  |                     |  |
|                             |                     | Ol'ga Konstantinovna Romanova  | Konstantin Nikolaevič Romanov                 |  |  |       |  |  |                      |  |  |                     |  |
|                             |                     | Ol'ga Konstantinovna Romanova  | Alessandra di Sassonia-Altenburg              |  |  |       |  |  |                      |  |  |                     |  |
| Olga di Grecia              |                     | Ol'ga Konstantinovna Romanova  |                                               |  |  |       |  |  |                      |  |  |                     |  |
|                             |                     | Vladimir Aleksandrovič Romanov | Alessandro II di Russia                       |  |  |       |  |  |                      |  |  |                     |  |
|                             |                     | Vladimir Aleksandrovič Romanov | Alessandro II di Russia                       |  |  |       |  |  |                      |  |  |                     |  |
|                             |                     | Vladimir Aleksandrovič Romanov | Maria d'Assia-Darmstadt                       |  |  |       |  |  |                      |  |  |                     |  |
| Elena Vladimirovna Romanova |                     | Vladimir Aleksandrovič Romanov |                                               |  |  |       |  |  |                      |  |  |                     |  |
|                             |                     | Maria di Meclemburgo-Schwerin  | Federico Francesco II di Meclemburgo-Schwerin |  |  |       |  |  |                      |  |  |                     |  |
|                             |                     | Maria di Meclemburgo-Schwerin  | Federico Francesco II di Meclemburgo-Schwerin |  |  |       |  |  |                      |  |  |                     |  |
|                             |                     | Maria di Meclemburgo-Schwerin  | Augusta di Reuss-Köstritz                     |  |  |       |  |  |                      |  |  |                     |  |
|                             |                     | Maria di Meclemburgo-Schwerin  |                                               |  |  |       |  |  |                      |  |  |                     |  |